# Estakáda přes rybník Kamenný
Estakáda přes rybník Kamenný také nazývána jako Malá estakáda je železniční dvoukolejný most na železniční trati Praha – České Budějovice (součást IV. železničního koridoru) v úseku Soběslav (mimo) – Doubí u Tábora v katastrálním území Myslkovice a Sedlečko u Soběslavě v km 67,130. Most překonává Kamenný rybník na Myslkovickém potoce (na některých mapách je uveden jako rybník Střevíc) a lesní cestu. Ve vzdálenosti 70 m vede souběžně s mostem dálnice D3.

## Historie
Železniční trať České Budějovice – Praha byla uvedena do provozu společností Dráha císaře Františka Josefa v roce 1871. Část tratě byla v roce 1904 zdvoukolejněna a v roce 1971 byla zahájena její elektrizace, která byla kompletně dokončena v roce 2001. V rámci modernizace IV. železničního koridoru probíhá na této trati zdvoukolejnění a úprava pro rychlost vlaků na 160 km/h (respektive na až 200 km/h po instalaci systému ETCS). Modernizovaný úsek 8416 m dlouhý, na kterém není železniční přejezd, je veden z 28 % na náspech (tj. 2,4 km), 52 % v zářezech (tj. 4,4 km) a zbytek tvoří umělé stavby jako Zvěrotický tunel, dvě estakády a další mosty a propustky. Stavba Malé estakády byla zahájena v únoru 2020 a úsek byl zprovozněn 11. září 2022 po jedné koleji (druhá traťová kolej), po obou olejích bude veden provoz od listopadu 2022.
Zadavatel stavby a investor byla Správa železnic, projekt vypracovala společnost Metroprojekt Praha, zhotovitelem byla Společnost Doubí –Soběslav, ve které byly společnosti Strabag Rail, Eurovia CS a Metrostav. Výstavbu Malé estakády zabezpečovala firma Strabag.  Náklady na stavbu úseku dosáhly částky 4,8 miliardy Kč.

## Popis
Most s horní mostovkou o celkové délce 263,2 m je veden ve směrovém oblouku o poloměru 2 604 m. Nosná konstrukce je tvořena spřaženou ocelobetonovou trámovou konstrukcí na níž je uložena železobetonová desková mostovka, která je společná pro obě převádějící koleje. Most je rozdělen do tří samostatných dilatačních celků. Toto rozdělení bylo provedeno z důvodů působení zatížení od účinků bezstykové koleje. Most o sedmi polích je uložen na železobetonových dvoukřídlých opěrách, které dosahují výšky 9,7 m.. Mostní otvory mají rozpětí od 27 m do 44 m.

### Stavba
Spodní železobetonová stavba je tvořena šesti pilíři (P1–P6) a dvěma opěrami  (O1 a O2) s rovnoběžnými křídly. Pilíře a O2 jsou založeny na celkem 134 velkoprůměrových pilotách opřených do skalního podloží. Opěra 1 má plošné založení vzhledem k vystouplému skalnatému podloží. Za O1 byla vybudována montážní plošina o délce 55 m a šířce asi 24 m a přístupová cesta. Plošina sloužila k přísunu montážních dílů, montáži ocelové konstrukce a jejímu následnému vysunutí.
Nosná konstrukce se skládala ze tří samostatných nosných konstrukcí a z dvaceti dvou dílců. Jednotlivé dílce měly délku od 24,4 m do 28,1 m a hmotnost od 24 t do 42 t. Výsuv konstrukce zabezpečovaly dvojice hydraulických válců ENERPAC RRH – 10024 s celkovou tlačnou silou 2 × 1 020 kN. Po ukončení výsuvu, usazení a aktivaci ložisek se přistoupilo k montáži bednění pro betonáž mostovky a následně se zpožděním k betonáži říms. Na římsách je umístěné třímadlové zábradlí.